# Saison 1989-1990 de la LAH
Saison précédente Saison suivante
La saison 1989-1990 de la Ligue américaine de hockey est la 54e saison de la ligue pendant laquelle quatorze équipes jouent chacune 80 matchs de saison régulière. Les Indians de Springfield remportent leur cinquième coupe Calder.

## Contexte
Deux nouveaux trophées sont créés lors de cette 54e saison, tous deux récompensant les vainqueurs des divisions en séries éliminatoires :
- Division Nord : trophée Richard-F.-Canning.
- Division Sud : trophée Robert-W.-Clarke.

## Saison régulière

### Classement
| Clt   | Équipe                  | PJ | V  | D  | N  | BP  | BC  | Pts |
| ----- | ----------------------- | -- | -- | -- | -- | --- | --- | --- |
| +001, | Canadiens de Sherbrooke | 80 | 45 | 23 | 12 | 301 | 247 | 102 |
| +002, | Oilers du Cap-Breton    | 80 | 39 | 34 | 7  | 317 | 306 | 85  |
| +003, | Indians de Springfield  | 80 | 38 | 38 | 4  | 317 | 310 | 80  |
| +004, | Citadels d'Halifax      | 80 | 37 | 37 | 6  | 317 | 300 | 80  |
| +005, | Mariners du Maine       | 80 | 31 | 38 | 11 | 294 | 317 | 73  |
| +006, | Hawks de Moncton        | 80 | 33 | 42 | 5  | 265 | 303 | 71  |
| +007, | Nighthawks de New Haven | 80 | 32 | 41 | 7  | 283 | 316 | 71  |

| Clt   | Équipe                    | PJ | V  | D  | N  | BP  | BC  | Pts |
| ----- | ------------------------- | -- | -- | -- | -- | --- | --- | --- |
| +001, | Americans de Rochester    | 80 | 43 | 28 | 9  | 337 | 286 | 95  |
| +002, | Red Wings de l'Adirondack | 80 | 42 | 27 | 11 | 330 | 304 | 95  |
| +003, | Skipjacks de Baltimore    | 80 | 43 | 30 | 7  | 302 | 265 | 93  |
| +004, | Devils d'Utica            | 80 | 44 | 32 | 4  | 354 | 315 | 92  |
| +005, | Saints de Newmarket       | 80 | 31 | 33 | 16 | 305 | 318 | 78  |
| +006, | Bears de Hershey          | 80 | 32 | 38 | 10 | 298 | 296 | 74  |
| +007, | Whalers de Binghamton     | 80 | 11 | 60 | 9  | 229 | 366 | 31  |

- En gras : qualifiés pour les séries

### Meilleurs pointeurs
| Joueur           | Équipe                    | PJ | B  | A  | Pts | Pun |
| ---------------- | ------------------------- | -- | -- | -- | --- | --- |
| Paul Ysebaert    | Devils d'Utica            | 74 | 53 | 52 | 105 | 61  |
| Ross Fitzpatrick | Bears de Hershey          | 74 | 45 | 58 | 103 | 26  |
| Mike Donnelly    | Americans de Rochester    | 68 | 43 | 55 | 98  | 71  |
| Mark Pederson    | Canadiens de Sherbrooke   | 72 | 53 | 42 | 95  | 60  |
| Don Biggs        | Bears de Hershey          | 66 | 39 | 53 | 92  | 125 |
| Claude Vilgrain  | Devils d'Utica            | 73 | 37 | 52 | 89  | 32  |
| Murray Eaves     | Red Wings de l'Adirondack | 78 | 40 | 49 | 89  | 35  |
| Dale Krentz      | Red Wings de l'Adirondack | 74 | 38 | 50 | 88  | 36  |
| Donald Audette   | Americans de Rochester    | 70 | 42 | 46 | 88  | 78  |
| John LeBlanc     | Oilers du Cap-Breton      | 77 | 54 | 34 | 88  | 50  |

## Séries éliminatoires
Les quatre premiers de chaque division sont qualifiés pour les séries. Toutes les séries sont disputées au meilleur des sept matchs.
- Le premier de chaque division rencontre le quatrième pendant que le deuxième affronte le troisième.
- Les vainqueurs s'affronte en finale de division.
- Les gagnants de chaque moitié de tableau jouent la finale de la coupe Calder[3].

|  | Demi-finales de division | Demi-finales de division | Demi-finales de division | Demi-finales de division |    |             | Finales de division | Finales de division | Finales de division | Finales de division |  |  | Finale de la Coupe Calder | Finale de la Coupe Calder | Finale de la Coupe Calder | Finale de la Coupe Calder |
|  |                          |                          |                          |                          |    |             |                     |                     |                     |                     |  |  |                           |                           |                           |                           |
|  |                          |                          |                          |                          |    |             |                     |                     |                     |                     |  |  |                           |                           |                           |                           |
|  |                          |                          |                          |                          |    |             |                     |                     |                     |                     |  |  |                           |                           |                           |                           |
|  | N1                       | Sherbrooke               | 4                        | 4                        |    |             |                     |                     |                     |                     |  |  |                           |                           |                           |                           |
|  | N1                       | Sherbrooke               | 4                        | 4                        |    |             |                     |                     |                     |                     |  |  |                           |                           |                           |                           |
|  | N4                       | Halifax                  | 2                        | 2                        |    |             |                     |                     |                     |                     |  |  |                           |                           |                           |                           |
|  | N4                       | Halifax                  | 2                        | 2                        | N1 | Sherbrooke  | 2                   | 2                   |                     |                     |  |  |                           |                           |                           |                           |
|  |                          |                          |                          |                          | N1 | Sherbrooke  | 2                   | 2                   |                     |                     |  |  |                           |                           |                           |                           |
|  |                          |                          | N3                       | Springfield              | 4  | 4           |                     |                     |                     |                     |  |  |                           |                           |                           |                           |
|  | N3                       | Springfield              | N3                       | Springfield              | 4  | 4           | 4                   | 4                   |                     |                     |  |  |                           |                           |                           |                           |
|  | N3                       | Springfield              |                          |                          |    |             |                     | 4                   |                     |                     |  |  |                           |                           |                           |                           |
|  | N2                       | Cap-Breton               | 2                        | 2                        |    |             |                     |                     |                     |                     |  |  |                           |                           |                           |                           |
|  | N2                       | Cap-Breton               | 2                        | 2                        | N3 | Springfield | 4                   | 4                   |                     |                     |  |  |                           |                           |                           |                           |
|  |                          |                          |                          |                          | N3 | Springfield | 4                   | 4                   |                     |                     |  |  |                           |                           |                           |                           |
|  |                          |                          | S1                       | Rochester                | 2  | 2           |                     |                     |                     |                     |  |  |                           |                           |                           |                           |
|  | S1                       | Rochester                | S1                       | Rochester                | 2  | 2           | 4                   | 4                   |                     |                     |  |  |                           |                           |                           |                           |
|  | S1                       | Rochester                |                          |                          |    |             |                     |                     |                     |                     |  |  |                           |                           |                           |                           |
|  | S4                       | Utica                    | 1                        | 1                        |    |             |                     |                     |                     |                     |  |  |                           |                           |                           |                           |
|  | S4                       | Utica                    | 1                        | 1                        | S1 | Rochester   | 4                   | 4                   |                     |                     |  |  |                           |                           |                           |                           |
|  |                          |                          |                          |                          | S1 | Rochester   | 4                   | 4                   |                     |                     |  |  |                           |                           |                           |                           |
|  |                          |                          | S3                       | Baltimore                | 2  | 2           |                     |                     |                     |                     |  |  |                           |                           |                           |                           |
|  | S3                       | Baltimore                | S3                       | Baltimore                | 2  | 2           | 4                   | 4                   |                     |                     |  |  |                           |                           |                           |                           |
|  | S3                       | Baltimore                |                          |                          |    |             |                     | 4                   |                     |                     |  |  |                           |                           |                           |                           |
|  | S2                       | Adirondack               | 2                        | 2                        |    |             |                     |                     |                     |                     |  |  |                           |                           |                           |                           |
|  | S2                       | Adirondack               | 2                        | 2                        |    |             |                     |                     |                     |                     |  |  |                           |                           |                           |                           |
|  |                          |                          |                          |                          |    |             |                     |                     |                     |                     |  |  |                           |                           |                           |                           |

## Trophées

### Trophées collectifs
| Coupe Calder : Vainqueurs des séries                        | Indians de Springfield  |
| Trophée Richard-F.-Canning : Vainqueurs de la division Nord | Indians de Springfield  |
| Trophée Robert-W.-Clarke : Vainqueurs de la division Sud    | Americans de Rochester  |
| Trophée F.-G.-« Teddy »-Oke : Champions de la division Nord | Canadiens de Sherbrooke |
| Trophée John-D.-Chick : Champions de la division Sud        | Americans de Rochester  |

### Trophées individuels
| Trophée Les-Cunningham : Meilleur joueur de la saison                                 | Paul Ysebaert (Devils d'Utica)                                  |
| Trophée John-B.-Sollenberger : Meilleur pointeur                                      | Paul Ysebaert (Devils d'Utica)                                  |
| Trophée Dudley-« Red »-Garrett : Meilleure recrue                                     | Donald Audette (Americans de Rochester)                         |
| Trophée Eddie-Shore : Meilleur défenseur de la saison                                 | Eric Weinrich (Devils d'Utica)                                  |
| Trophée Aldege-« Baz »-Bastien : Meilleur gardien                                     | Jean-Claude Bergeron (Canadiens de Sherbrooke)                  |
| Trophée Harry-« Hap »-Holmes : Gardien(s) de l'équipe ayant encaissé le moins de buts | Jean-Claude Bergeron et André Racicot (Canadiens de Sherbrooke) |
| Trophée Louis-A.-R.-Pieri : Meilleur entraîneur de la saison                          | Jim Roberts (Indians de Springfield)                            |
| Trophée Fred-T.-Hunt : Joueur au meilleur esprit sportif'                             | Murray Eaves (Red Wings de l'Adirondack)                        |
| Trophée Jack-A.-Butterfield : Meilleur joueur des séries                              | Jeff Hackett (Indians de Springfield)                           |